# トルコ共産党
トルコ共産党（トルコ語:Türkiye Komünist Partisi TKP）は、トルコの政党。2001年に社会主義権力党と共産党が合併して誕生した政党である。

## 概要
2013年現在、トルコ大国民議会には議席を持っていないが、地方議会では議席を持っている。
トルコでは、政党法に基づき、共産主義や無政府主義を党名に表している党は存在できないことになっており、過去にいくつかの共産主義政党が非合法化されたが、トルコ共産党は非合法化はされず、存続している。2014年、トルコ共産党とトルコ人民共産党に党が分裂した。

## 選挙結果
2011年の総選挙では総得票数の0.15％にあたる64006票を獲得。トルコでは10％の得票率がないと議席を獲得できない仕組みになっており、議席獲得はならなかった。

## その他のトルコの共産主義組織
トルコには、合法政党として現存しているトルコ共産党以外に、数多くの共産主義を掲げる組織が存在する。現存している主な組織を並べる。
- トルコ共産党 - 1920年結党。コミンテルンに加盟。
- トルコ共産党 - 1920年結党。ソ連の軍事援助を受けるためにケマル・アタテュルク、イスメト・イノニュ、フェヴズィ・チャクマクらアンカラ政府高官をメンバーにテヴフィキ・リュシュトゥ・アラスらが結成した。3か月で解散した
- トルコ共産党（マルクス・レーニン主義） - 毛沢東主義の政党。非合法化された
- トルコ労働者党 - 2017年結党。「共産」の名を冠していない合法政党。トルコ大国民議会に議席を所持している。
- トルコ共産主義労働者党 - 1998年結党。非合法化された
- トルコ毛沢東主義共産党 - 毛沢東主義の政党。非合法化された
- マルクス・レーニン主義共産党 - ホッジャ主義政党。非合法化された
- 革命的人民解放党・戦線 - 極左過激派組織。時折トルコ国内でテロを行うことで知られる